# Ninnekah, Oklahoma
Ninnekah, Oklahoma (енгл. Ninnekah) град је у америчкој савезној држави Оклахома.

## Демографија
По попису из 2010. године број становника је 1.002, што је 8 (0,8%) становника више него 2000. године.
| Група             | 2000.       | 2010.       |
| Белци             | 882 (88,7%) | 884 (88,2%) |
| Афроамериканци    | 6 (0,6%)    | 3 (0,3%)    |
| Азијати           | 4 (0,4%)    | 1 (0,1%)    |
| Хиспаноамериканци | 19 (1,9%)   | 32 (3,2%)   |
| Укупно            | 994         | 1.002       |